# سندرم استاندال

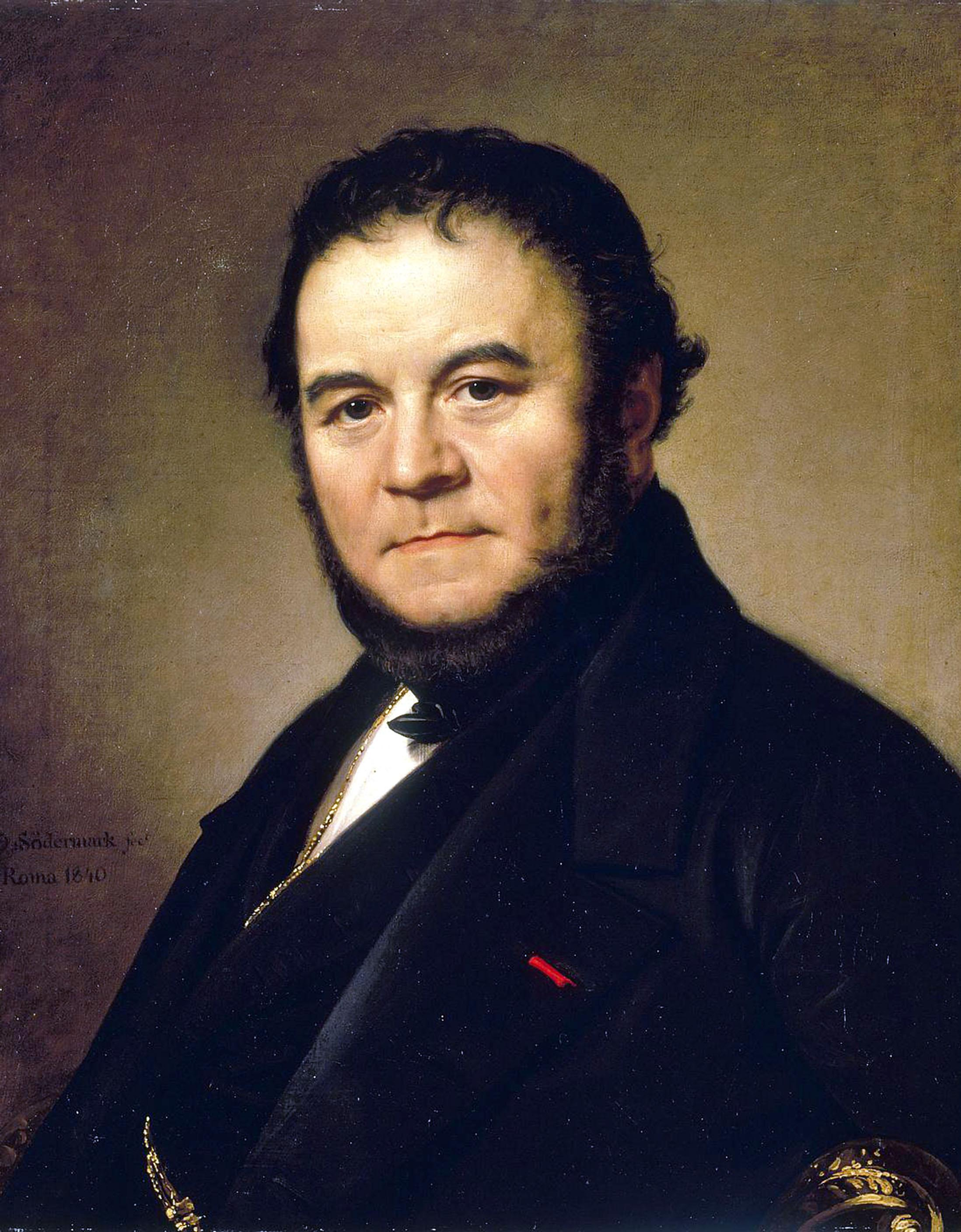
سندرم استاندال به افتخار ماری هنری بیل (۱۸۴۲-۱۷۸۳) که بیشتر با نام مستعار خود، استاندال شناخته می‌شود، نامگذاری شد.

سندرم استاندال (انگلیسی: Stendhal syndrome) که با نام‌های سندرم فلورانس و هایپرکولچرِمیا (hyperkulturemia) نیز شناخته می‌شود، یک اختلال روان‌تنی است که با تجربه‌های منکوب‌کنندهٔ شخصی، هنگام مواجهه با آثار هنری عارض می‌شود و فرد را با افزایش تپش قلب، سرگیجه، کاهش هشیاری، غش و گاه توهم روبرو می‌کند. صحت و سقم این عارضه مورد اختلاف روانپزشکان است اما عوارض اختلال روی مبتلایان به اندازه‌ای بوده که برخی از آنان در بیمارستان تحت درمان داروهای ضدافسردگی قرار بگیرند.
نخستین بار استاندال نویسنده شهیر فرانسوی در بازدیدش از کلیسای سانتا کروچه و تماشای فرسکوهای جوتو دی بوندونه از این حالت سخن گفت و به همین دلیل سندرم به افتخار او نامگذاری شده‌است.

## علایم بیماری سندروم استاندال شامل:
- گرگرفتگی
- تعریق
- تپش قلب
- ترس
- فشار عاطفی
- فرسودگی
- فرسودگی و افسردگی

## انواع استندال
سندرم استاندال و به‌وجود آمدن آن تنها در دیدن اثر هنری خلاصه نمی‌شود، بلکه فرد در معرض سندرم می‌تواند در اثر تنفر، به آن مبتلا شود. اینگونه آن را وهم خود آزار می‌گویند؛ «در این شیوه فرد می‌تواند در اثر برخورد با فرد و یا شی‌ای که از آن تنفر دارد و آن را به شدت ناخوشایند می‌داند و اغلب هم راه گریزی از آن نمی‌یابد، علائم سندرم استاندال و یا وهم خود آزار در او پدیدار می‌شود، مانند تعریق، تپش قلب، ترس و گر گرفتگی.»